# Лука Гини
Лука Гини (енгл. Luca Ghini, Казалфјуманезе, 1490 - Болоња, 4. маја 1556) био је италијански лекар и ботаничар, запажен као творац првог забележеног хербаријума, као и прве ботаничке баште у Европи.

## Биографија
Гини је рођен у Казалфјуманезе, син бележника, и студирао је медицину на Универзитету у Болоњи. До 1527. тамо је држао предавања о лековитим биљкама и на крају је постао професор.
Преселио се у Пизу 1544. године, задржавајући свој дом у Болоњи. Те године је направио први хербаријум (hortus siccus), сушио биљке док их је притискивао између папира, а затим лепио на картон. Ниједан од његових хербарија не преживљава, иако је преживео онај његовог ученика Gherard-а Cibo-а направљена око 1532. године. 1544. такође је успостављен врт за живе биљке, који је постао познат као Orto botanico di Pisa.
Гини није објавио никакво значајно ботаничко дело, али је запажен као учитељ, чији су многи студенти наставили значајну каријеру, укључујући Андреа Чезалпина (његов наследник на месту директора ботаничке баште) и Pietro Andrea Mattioli, од којих је последњи и помогао путујући по Медитерану и Блиском истоку у потрази за биљкама које се подударају са мистификујућим описима Педаније Диоскорид. Placiti којиоткрива Гинијеве методе објављен је постхумно.